# Ґрушка (Вармінсько-Мазурське воєводство)
Ґрушка (пол. Gruszka) — село в Польщі, у гміні Плосьниця Дзялдовського повіту Вармінсько-Мазурського воєводства.
Населення — 151 особа (2011).
У 1975-1998 роках село належало до Цехановського воєводства.

## Демографія
Демографічна структура станом на 31 березня 2011 року:
|          | Загалом | Допрацездатний вік | Працездатний вік | Постпрацездатний вік |
| -------- | ------- | ------------------ | ---------------- | -------------------- |
| Чоловіки | 69      | 22                 | 38               | 9                    |
| Жінки    | 82      | 20                 | 41               | 21                   |
| Разом    | 151     | 42                 | 79               | 30                   |